# (200025) Cloud Gate
(200025) Cloud Gate est un astéroïde de la ceinture principale.

## Description
(200025) Cloud Gate est un astéroïde de la ceinture principale. Il fut découvert le 25 juillet 2007 à l'Observatoire de Lulin par Chi-Sheng Lin et Ye Quan-Zhi. Il présente une orbite caractérisée par un demi-grand axe de 3,15 ua, une excentricité de 0,07 et une inclinaison de 5,8° par rapport à l'écliptique.

## Compléments